# Свищовци
Това е списък на известни личности, свързани с град Свищов, България.

## Родени в Свищов
- Алеко Константинов (1863 – 1897) – писател и народен будител
- Александър Божинов (1878 – 1968) – художник, писател, публицист и критик
- Александър Дамянов (1879 – 1964) – армейски генерал
- Ангел Нейков (1866 – 1912) – революционер
- Ангелаки Савич (1817 – 1892) – писател и дипломат
- Антон Цанков (1818 – 1891) – търговец

- Ботьо Ботев (р. 1958) – футболист
- Васил Манчев (1832 – 1907) – български учител и възрожденец
- Васил Манчов (1823 – ?) – просветен деец и общественик в Македония
- Веселин Димитров (р. 1978) – ИТ специалист
- Владимир В. Павлов (1932 - 2020) - историк на флота, научен сътрудник и уредник на Военноморския музей във Варна
- Владислав Бабаров (1933 – 1999) – художник
- Георги Апостолов (1891 – 1967) – архитект
- Георги Атанасович (1821 – 1892) – лекар и политик
- Георги Данаилов (1872 – 1939) – икономист и политик
- Георги Манов (1863 – ?) – армейски генерал
- Георги Тишев (1848 – 1926) – министър, политик
- Григор Начович (1845 – 1920) – министър, политик и дипломат
- Гриша Димов Грозев (р. 1950 г.) – Председател на Дружество Novae
- Евгени Маринов (р. 1964) – футболист
- Димитър Дечев (1877 – 1958) – филолог
- Димитър Павлович (1834 – 1911) – лекар
- Димитър Петкович (1883 – 1903) – революционер от ВМОРО
- Димитър Станчов (1863 – 1940) – министър, министър-председател, дипломат
- Димитър Ценов (1852 – 1932) – финансист, икономист и меценат
- Драган Цанков (1828 – 1911) – министър-председател, министър, политик
- Емануил Иванов (1857 – 1925) – математик
- Емил Джаков (1908 – 1978) – физик
- Иван Пашинов (1862 – 1938) – генерал, осъществил първия пробив на отбраната на Одринската крепост („Айваз баба“) и падането на Одрин на 11 март 1913 г.
- Иван Попов (1890 – 1944) – министър, дипломат и политик
- Иван Шишманов (1862 – 1928) – литературен критик, деец и етнограф
- Илия Станчов Бръчков (1860 – 1925) – хъш, прототип на образа на Младия Бръчков от „Немили недраги“ на Иван Вазов, първи инженер на свободна България, изграждал презбалканската линия от Горна Оряховица до Стара Загора
- Илия Такев – кривопаланечки войвода на ВМОРО през 1905 година[1]
- Киряк Цанков (1847 – 1903) – революционер и дипломат, министър
- Константин Григоров Халачев (1861 – 1885) – опълченец, произведен в подпоручик; убит при с. Врабча на 3 ноември 1885 в Сръбско-българската война
- Константин Юрдаки Халачев (1895 – 1918) – подпоручик, убит на връх Дуб при Дойран на 18 ноември 1918 г.
- Лъчезар Тошев (р. 1962) – политик
- Мара Грозева (1926 – 2011) – първата жена-директор на банка в България, съдебен заседател
- Никола Сукнаров (1848 – 1894) – политик
- Николай Катранов – поет и революционер, прототип на Инсаров от романа на Тургенев „В навечерието“
- Николай Павлович (1835 – 1894) – художник
- Олга Славкова (1895 – 1964) – писателка, поетеса и общественичка
- Пантелей Киселов (1863 – 1927) – генерал, военен герой и освободител на Южна Добруджа, превзел Тутракан на 5 септември 1916 г. начело на 4-та Преславска дивизия
- Петър Ванков – участник в четата на Христо Ботев
- Петър Костов Петров (1893 – ?) – доктор по право, секретар по печата на цар Борис III
- Симеон Ванков (1858 – 1937) – офицер
- Светослав Гаврийски (р. 1948) – икономист и политик
- Стефан Трайков (р. 1976) – футболист
- Теодосий Икономов (1837 – 1872) – просвѐтен деец
- Тодор Кабакчиев (р. 1949) – диригент
- Цветан Радославов (1863 – 1931) – автор на музиката и текста на „Мила Родино“
- Юлиян Манзаров (1985 – 2004) – футболист
- Петко Савов (р. 1981) – музикант и артист
- Йордан Маринов (р. 1968) – футболист

## Починали в Свищов
- Георги Атанасович (1821 – 1892) – лекар и политик
- Мирон Бешков (1837 – 1918) – общественик
- Иван Бръчков (1750 – 1860) – родоначалник на рода Бръчкови, живял 110 г., дал революционери, депутати и първостроители на Нова България
- Емануил Васкидович (1795 – 1875) – просвѐтен деец
- Цвети Иванов (1914 – 1950), политик
- Неделчо Неделчев (1876 – 1925), подпредседател на XX ОНС
- Константин Павлов (? – 1870) – революционер
- Христаки Павлович (1804 – 1848) – възрожденски просвѐтен деец и писател
- Янко Мустаков (1842 – 1881) – певец, композитор и хоров диригент
- Иван Катранов (1854 - 1936) - опълченец

## Свързани със Свищов
- Владимир Димитров - Майстора (1882 – 1960) – художник, преподавал в Търговската гимназия
- Георги Данаилов (1936 – 2017) – писател, потомък на известен свищовски род, преподава в Свищов, по̀четен гражданин на град Свищов с Решение № 655, протокол № 41 от 21.05.2002 г. на Общинския съвет
- Иван Хаджийски (1907 – 1944) – публицист, завършва Търговската гимназия (вероятно към 1925 г.)
- Иван Вазов (1850 – 1921) – български поет, писател и драматург
- Лазар Паяков (1860 – 1910) – икономист и политик, преподава в Търговската гимназия през 1887 – 1895
- Ламар (1898 – 1974) – поет, завършва Търговската гимназия през 1916
- Николай Лилиев (1885 – 1960) – поет, завършва Търговската гимназия през 1903
- Николай Стайчев – генерал от Българската армия
- Петър Дънов (1864 – 1944) – философ, завършва американско методистко училище през 1886
- Петър Шапкарев (1908 – 1997) – икономист, преподава икономика през 1956 – 1958
- Стоян Александров (1949 - 2020) – финансист и политик, завършва икономика през 1970-те години
- Тодор Владигеров (1898 – 1967) – политикономист, преподава в Стопанската академия през 1938 – 1944
- Тодор Кавалджиев (р. 1934) – политик, завършва икономика през 1970
- Николай Искъров (1951 – 2001) – поет, завършил Гимназия „Алеко Константинов“ (Свищов) през 1969 г.
- Валери Лазаров (1954 – 2020) – генерал-майор, проф. д-р на техническите науки, завършил Гимназия „Алеко Константинов“ (Свищов) през 1972 г.,